# Українські фільми 1990-х
Список українських фільмів 1990-х років.

## 1991
| Назва                 | Режисер            | Виробник                                                                 | Головні актори | Жанр                          | Мова стрічки | Примітки                                                                                          |
| --------------------- | ------------------ | ------------------------------------------------------------------------ | --- | ----------------------------- | ------------ | ------------------------------------------------------------------------------------------------- |
| 1991                  |                    |                                                                          | |                               |              |                                                                                                   |
| Голод-33              | Олександр Янчук    | Київська кіностудія імені О.Довженка                                     | Галина Сулима Георгій Морозюк Олексій Горбунов Максимко Коваль                                                      | Історична драма               | українська   | Україна Художній фільм (115 хв) Рейтинг «Найкращі українські фільми часів незалежності 1992—2011» |
| Гріх                  | Олег Бійма         | Укртелефільм                                                             | Ярослав Гаврилюк Костянтин Степанков Олена Борзова                                                                  | Драма                         | російська    | Україна Ігровий (150 хв)                                                                          |
| Енеїда                | Володимир Дахно    | Укранімафільм                                                            | | Комедія, пригоди              | українська   | Україна Мультфільм (69 хв) Рейтинг «Найкращі українські фільми часів незалежності 1992—2011»      |
| Мина Мазайло          | Сергій Проскурня   | Укртелефільм                                                             | Валерій Івченко Віталій Розстальний Лариса Кадирова Ілона Гаврилюк                                                  | Комедія                       | українська   | УкраїнаІгровий (179 хв)                                                                           |
| Козаки йдуть          | Сергій Омельчук    | Національно-культурний виробничий центр Рось                             | Михайло Голубович Інна Капінос Лесь Задніпровський                                                                  | Художній                      | українська   | Україна Ігровий (89 хв)                                                                           |
| Кому вгору, кому вниз | Станіслав Клименко | Національно-культурний виробничий центр Рось                             | Анатолій Хостікоєв Петро Бенюк Богдан Бенюк                                                                         | Ексцентрична комедія          | українська   | Україна Ігровий (84 хв)                                                                           |
| Останній бункер       | Вадим Іллєнко      | ВТО Фест-Земля                                                           | Віктор Соловйов Галина Сулима Олексій Богданович                                                                    | Військовий, історичний, драма | українська   | Україна Ігровий (84 хв)                                                                           |
| Подарунок на іменини  | Леонід Осика       | - Київська кіностудія імені О.Довженка - Третє творче об'єднання "Земля" | Світлана Князєва, Лесь Сердюк, Борислав Брондуков, Мишко Дементьєв, Георгій Дрозд, Володимир Костюк, Микола Олійник | Драма, екранізація            | українська   | Україна Ігровий (66 хв)                                                                           |
| Танго смерті          | Олександр Муратов  | Національно-культурний виробничий центр Рось                             | Ірина Малишева Володимир Литвинов Вікторія Корсун                                                                   | Драма                         | російська    | Україна Ігровий (89 хв)                                                                           |
| Карпатське золото     | Віктор Живолуб     | Кіно-відеофірма "Україна"                                                | Іван Гаврилюк Костянтин Степанков Ольга Сумська                                                                     | Історична драма               | українська   | Україна Ігровий (92 хв)                                                                           |
| Чудо в краю забуття   | Наталія Мотузко    | Одеська кіностудія                                                       | Валентин Троцюк Анатолій Хостікоєв Костянтин Степанков                                                              | Драма, екранізація            | українська   | Україна Ігровий (97 хв)                                                                           |

## 1992
| Назва                   | Режисер                      | Виробник     | Головні актори                                          | Жанр  | Мова стрічки | Примітки                |
| ----------------------- | ---------------------------- | ------------ | ------------------------------------------------------- | ----- | ------------ | ----------------------- |
| 1992                    |                              |              |                                                         |       |              |                         |
| Вінчання зі смертю      | Микола Мащенко               |              | Олег Савкін Георгій Дрозд Георгій Морозюк Галина Сулима | Драма | українська   | Україна Ігровий (72 хв) |
| Вишневі ночі            | Аркадій Микулиський          |              |                                                         |       |              | Україна                 |
| Тарас Шевченко. Заповіт | Станіслав Клименко           |              |                                                         |       |              | Україна                 |
| Чотири листи фанери     | Іван Гаврилюк Сайдо Курбанов |              |                                                         |       |              | Україна                 |
| Америкен бой            | Борис Квашньов               | Укртелефільм |                                                         |       |              | Україна                 |

## 1993
| Назва                                       | Режисер            | Виробник                                | Головні актори                                                | Жанр                       | Мова стрічки | Примітки                                                                                  |
| ------------------------------------------- | ------------------ | --------------------------------------- | ------------------------------------------------------------- | -------------------------- | ------------ | ----------------------------------------------------------------------------------------- |
| 1993                                        |                    |                                         |                                                               |                            |              |                                                                                           |
| Гетьманські клейноди                        | Леонід Осика       |                                         | Сергій Романюк Людмила Єфіменко Лесь Сердюк Світлана Князєва  |                            |              | Україна Ігровий (97 хв) Рейтинг «Найкращі українські фільми часів незалежності 1992—2011» |
| Кайдашева сім'я                             | Володимир Городько |                                         | Богдан Ступка Людмила Лобза Валентин Тарасов Сергій Кучеренко | Соціальна драма / Комедія  |              | Україна Телевізійний фільм                                                                |
| Очікуючи вантаж на рейді Фучжоу біля пагоди | Михайло Іллєнко    |                                         | Тарас Денисенко Іванна Іллєнко Валентин Троцюк                | Історико-романтична притча |              | Україна Художній фільм (87 хв) Телевізійний фільм                                         |
| Сад Гетсиманський                           | Ростислав Синько   |                                         | Олег Савкін Раїса Недашківська Василь Вітер                   | Історична драма            |              | Україна Телевізійний фільм                                                                |
| Тіні війни                                  | Георгій Гонгадзе   | Телекомпанія «Ібервізія»                |                                                               |                            |              | Україна Документальний фільм                                                              |
| Вперед, за скарбами гетьмана!               | Вадим Кастеллі     | кіностудія ім. Довженка, ВТО Фест-Земля | Олександр Бондаренко Юрій Мажуга Юрій Євсюков Петро Бенюк     | сатирична комедія          |              | Україна Художній фільм (90 хв.)                                                           |

## 1994
| Назва                    | Режисер | Виробник | Головні актори | Жанр | Мова стрічки | Примітки           |
| ------------------------ | ------- | -------- | -------------- | ---- | ------------ | ------------------ |
| 1994                     |         |          |                |      |              |                    |
| Історія одного поросятка |         |          |                |      |              | Україна Мультфільм |

## 1995
| Назва                               | Режисер               | Виробник      | Головні актори                                                    | Жанр             | Мова стрічки | Примітки                   |
| ----------------------------------- | --------------------- | ------------- | ----------------------------------------------------------------- | ---------------- | ------------ | -------------------------- |
| 1995                                |                       |               |                                                                   |                  |              |                            |
| Як козаки у хокей грали             | Володимир Дахно       | Укранімафільм |                                                                   | Анімаційний      |              | Україна Мультфільм (15 хв) |
| Атентат — Осіннє вбивство у Мюнхені | Олександр Янчук       |               | Валерій Легін Марина Могилевська Юрій Одинокий Олесь Санін        | Драма Історичний | українська   | Україна Ігровий (110 хв)   |
| Казка про богиню Мокошу             | Н. Чернишова          |               |                                                                   |                  |              | Україна Мультфільм         |
| Коза-дереза                         |                       |               |                                                                   |                  |              | Україна Мультфільм         |
| Москаль-чарівник                    | Микола Засієв-Руденко |               |                                                                   |                  |              | Україна                    |
| Страчені світанки                   | Григорій Кохан        |               | Сергій Романюк Георгій Морозюк Анастасія Сердюк Володимир Терещук | Драма            | українська   | Україна Ігровий (94 хв)    |

## 1996
| Назва                        | Режисер             | Виробник                                  | Головні актори                                                    | Жанр             | Мова стрічки | Примітки            |
| ---------------------------- | ------------------- | ----------------------------------------- | ----------------------------------------------------------------- | ---------------- | ------------ | ------------------- |
| 1996                         |                     |                                           |                                                                   |                  |              |                     |
| Judenkreis, або Вічне колесо | Василь Домбровський | іностудія ім. Олександра Довженка         | Богдан Ступка, Світлана Круть, Тамара Яценко, Костянтин Степанков | драма, мелодрама | українська   | Україна             |
| Вій                          |                     |                                           |                                                                   |                  |              | Україна, Мультфільм |
| Тополя                       |                     | Українська кіностудія анімаційних фільмів |                                                                   |                  |              | Україна, Мультфільм |

## 1997
| Назва | Режисер | Виробник | Головні актори | Жанр | Мова стрічки | Примітки |
| ----- | ------- | -------- | -------------- | ---- | ------------ | -------- |
| 1997  |         |          |                |      |              |          |
| xxx   |         |          |                |      |              | Україна  |

## 1998
| Назва | Режисер | Виробник | Головні актори | Жанр | Мова стрічки | Примітки |
| ----- | ------- | -------- | -------------- | ---- | ------------ | -------- |
| 1998  |         |          |                |      |              |          |
| xxx   |         |          |                |      |              | Україна  |

## 1999
| Назва                 | Режисер              | Виробник           | Головні актори | Жанр                   | Мова стрічки | Примітки                |
| --------------------- | -------------------- | ------------------ | -------------- | ---------------------- | ------------ | ----------------------- |
| 1999                  |                      |                    |                |                        |              |                         |
| Як коваль щастя шукав | Радомир Василевський | Одеська кіностудія |                | Музичний Казка Дитячий |              | Україна Ігровий (78 хв) |